# Canzoni d'autore
Canzoni d'autore è una raccolta della cantante italiana Mina, pubblicata il 21 giugno 1996 dalla PDU.

## Descrizione
Contiene quindici reinterpretazioni di brani incisi da svariati cantautori ed interpreti italiani.
Nel 2012 questa raccolta è stata rimossa dalla discografia ufficiale della cantante presente sul suo sito.

## Tracce
1. Poster – 4:50 (testo: Claudio Baglioni – musica: Claudio Baglioni, Antonio Coggio)
2. Neve – 5:22 (Giovanni Donzelli, Vincenzo Leomporro)
3. Caruso – 4:13 (Lucio Dalla)
4. Il leone e la gallina – 3:52 (testo: Mogol – musica: Lucio Battisti)
5. Un nuovo amico/E poi... – 4:11 (Mogol, Riccardo Cocciante – Andrea Lo Vecchio – Shel Shapiro)
6. Zio Tom – 4:56 (Fabio Concato)
7. Come mi vuoi – 5:40 (testo: Mariella Nava – musica: Eduardo De Crescenzo)
8. Canzoni stonate – 3:53 (testo: Mogol – musica: Aldo Donati)
9. Sì, l'amore (feat. Eugenio Quaini) – 4:05 (testo: Pomodoro – musica: Massimiliano Pani)
10. Ma chi è quello lì (ma chi è quella là) – 4:24 (testo: Michele Schembri – musica: Giuseppe Chierchia, Michele Schembri)
11. Una lunga storia d'amore – 3:29 (Gino Paoli)
12. Cowboys – 1:51 (Ivano Fossati)
13. La casa del serpente – 6:10 (Ivano Fossati)
14. La canzone di Marinella – 3:15 (testo: Elvio Monti – musica: Fabrizio De André, Elvio Monti)
15. Il portiere di notte – 5:37 (Enrico Ruggeri)

## Classifiche

### Classifiche settimanali
| Classifica (1996) | Posizione massima |
| ----------------- | ----------------- |
| Europa            | 46                |
| Italia            | 6                 |

### Classifiche di fine anno
| Classifica (1996) | Posizione |
| ----------------- | --------- |
| Italia            | 38        |